# Casa da Fazenda Florestal
A Casa da Fazenda Florestal, também chamada de Palácio do Pinho é uma mansão histórica do início do século XX, localizada no meio da Floresta Nacional de Irati, no estado do Paraná.

## Histórico
Foi construída em 1912 pelo empresário Alberico Xavier de Miranda para ser a sede da empresa Serraria Florestal Miranda, que fazia parte de um complexo industrial com diversas unidades produtivas, possuindo uma serraria a vapor, um armazém, escola, igreja e residências para cerca de 800 operários.
A propriedade foi vendida na década de 60 para o Governo do Paraná por causa do fim do ciclo da madeira, passando a pertencer ao Instituto Agronômico do Paraná (Iapar) até a atualidade.Foi tombada 30 de julho de 1990 pela Lei Estadual 1211/53 que dispõe sobre o patrimônio histórico, artístico e natural do Estado do Paraná.
Apesar de ser um imóvel tombado pela sua importância histórica, o casarão se encontra abandonado e em estado de deterioração. O último projeto de restauração feito no local foi em 2007, e em 2012, a Iapar cogitou realizar outro projeto de restauro que não progrediu devido ao seu alto custo, estimado em R$ 1.321.000,00.

## Arquitetura

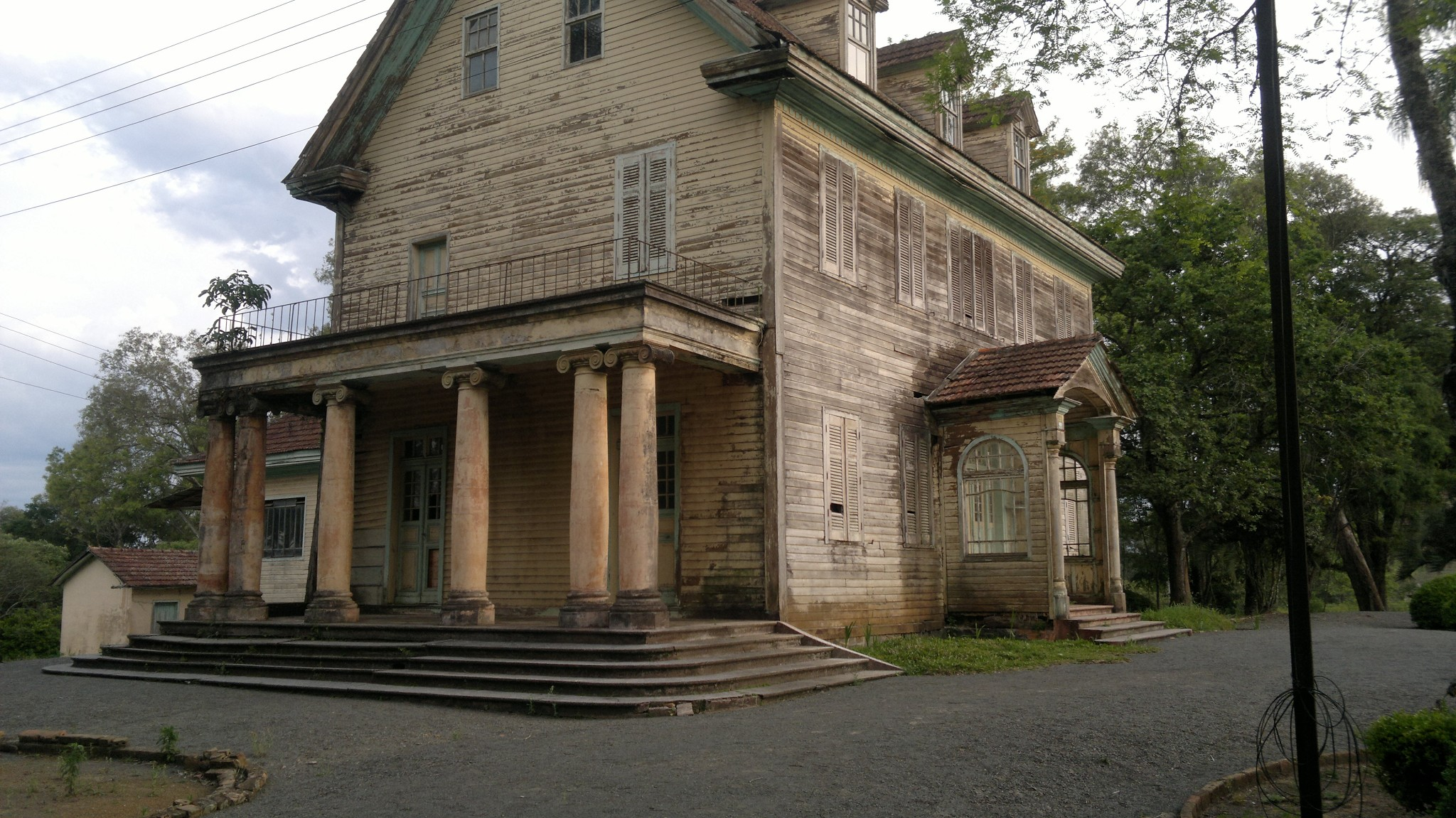
Fachada da Casa da Fazenda Florestal.

A propriedade possui 400 m² construídos em uma grande área ajardinada de 1.200 alqueires, daí vem a origem do seu nome. Apresenta dois andares e um sótão, com cerca de 40 cômodos construídos totalmente de madeira. Sua arquitetura tem inspiração nos modelos das mansões anglo-americanas do século XVIII e XX, principalmente por causa de suas paredes que possuem estrutura embutida, formados por tabuado estreito e horizontal, também dispõe de bow-window e pórticos de entrada característicos desse estilo arquitetônico.